# Diane Kruger

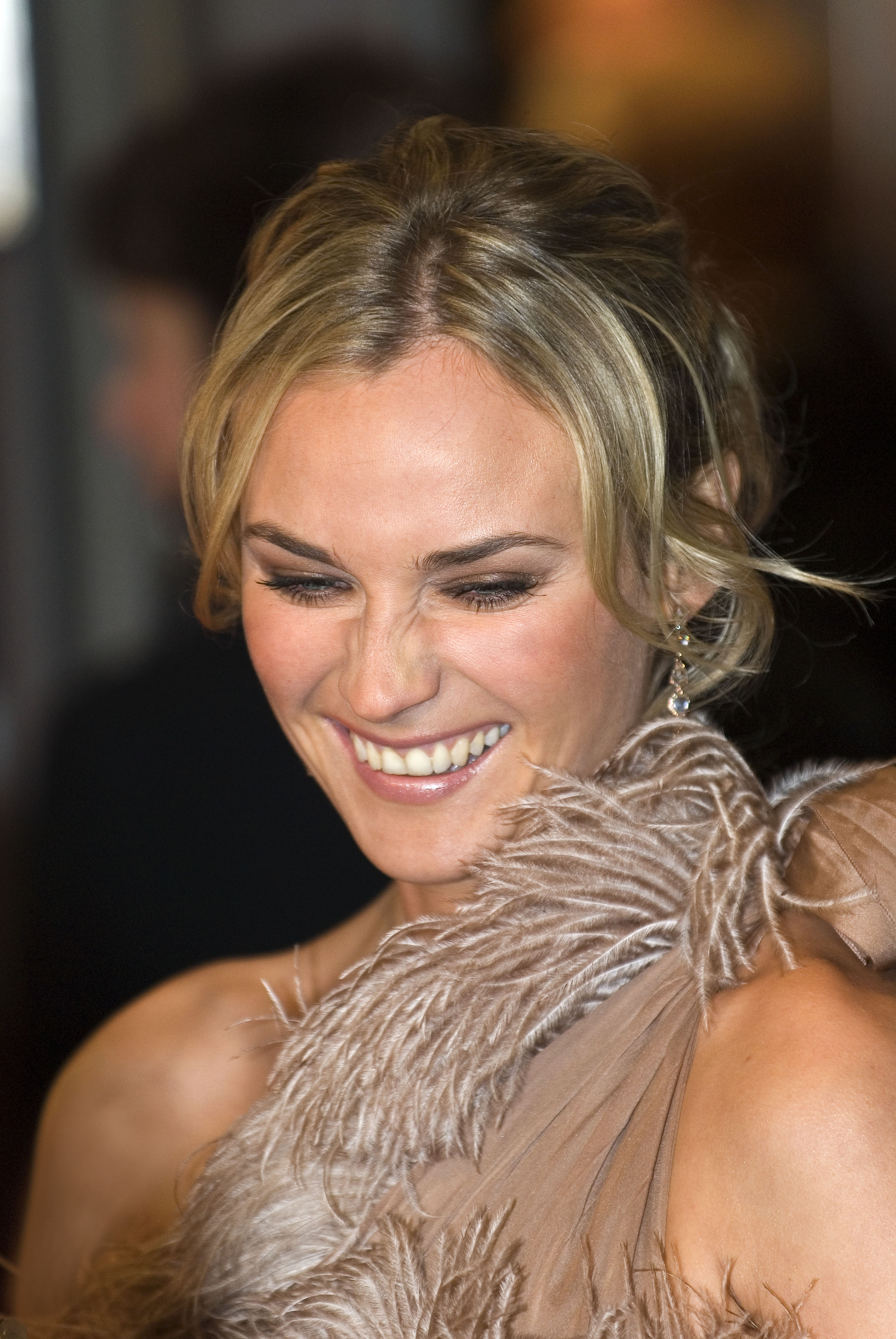
Diane Kruger (2007)

Diane Kruger (sau Diane Krüger; născută Diane Heidkrüger; n. 15 iulie 1976, Algermissen, Republica Federală Germania, Germania) este o actriță germană. A jucat în filme în limba franceză sau engleză. Kruger a devenit cunoscută prin rolul Elena jucat în filmul Troia (2004), Dr. Abigail Chase în National Treasure (2004), și ca Bridget von Hammersmark în Inglourious Basterds (2009).

## Date biografice
Diane urmeazul gimnaziul până în clasa zecea în Hildesheim. Concomitent ia la școala Freese-Baus ore de balet. La vârsta de 15 ani câștigă un concurs de frumusețe este numită "Frumusețea anului" și este descoperită de agenția Elite. Se mută la Paris unde lucrează ca fotomodel și studiază conomitent actoria, jucând roluri secundare, în diferite filme. Pentru a fi mai ușor de pronunțat, își prescurtează numele, și începe să primească roluri în filme ca Bad, Bad Things, sau Troja. Este interesant de remarcat că în multe filme dublajul scenariului este făcut de ea. De fapt Kruger vorbește cursiv germana, franceza și engleza. În mai 2007, Diane este prima moderatoare germană (maîtresse de cérémonie) care prezintă cele 60 de filme la Festivalul de la Cannes (2007). În 2008 este invitată să facă parte din comisia de la Festivalul Internațional de Film de la Berlin.
Din viața ei privată, Diane a fost căsătorită între anii 2001 - 2006 cu actorul francez Guillaume Canet. Din 2006 după divorț trăiește împreună cu actorul canadian Joshua Jackson.

## Filmografie

### Cinema
- 2002: The Piano Player

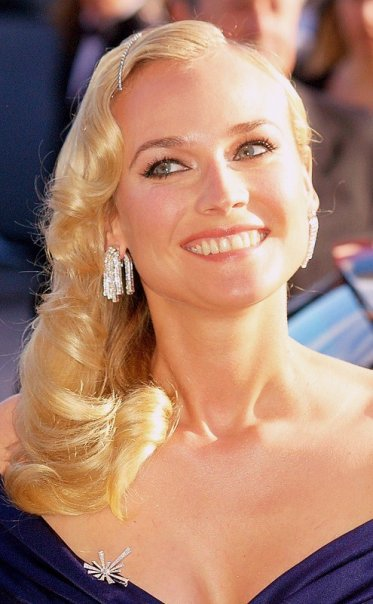
Diane Kruger, Festivalul de la Cannes din 2009

- 2002: Ni pour, ni contre (bien au contraire)
- 2002: Mon idole
- 2003: Michel Vaillant
- 2004: Troy
- 2004: Wicker Park
- 2004: Narco
- 2004: National Treasure
- 2005: Crăciun fericit (Joyeux Noël)
- 2005: Frankie
- 2006: Les Brigades du tigre
- 2006: Copying Beethoven
- 2006: Goodbye Bafana
- 2007: L'âge des ténèbres
- 2007: The Hunting Party
- 2007: National Treasure: Book of Secrets
- 2008: Pour elle
- 2009: Lascars (dublaj)
- 2009: Inglourious Basterds
- 2009: L'affaire Farewell
- 2009: Domnul Nimeni (Mr. Nobody)
- 2010: Pieds nus sur les limaces)
- 2011: Unknown Identity
- 2010: Run for Her Life (Inhale)
- 2013: The host

### TV
- 2002: (Duelles) (Serial, rolul gazdei 1 secvență)
- 2010: (Fringe) (Serial, rolul gazdei 1 secvență)